# Kimberly Kalee
Kimberly Kalee (Almere, 7 de marzo de 2002) es una deportista neerlandesa que compite en ciclismo en la modalidad de pista.
Ganó una medalla de plata en el Campeonato Mundial de Ciclismo en Pista de 2024 y una medalla de oro en el Campeonato Europeo de Ciclismo en Pista de 2025, ambas en la prueba de velocidad por equipos.

## Medallero internacional
| Campeonato Mundial | Campeonato Mundial       | Campeonato Mundial | Campeonato Mundial    |
| Año                | Lugar                    | Medalla            | Competición           |
| ------------------ | ------------------------ | ------------------ | --------------------- |
| 2024               | Ballerup (Dinamarca)     | Medalla de plata   | Velocidad por equipos |
| Campeonato Europeo |                          |                    |                       |
| Año                | Lugar                    | Medalla            | Competición           |
| 2025               | Heusden-Zolder (Bélgica) | Medalla de oro     | Velocidad por equipos |